# 青島駅
青島駅（あおしまえき）は、宮崎県宮崎市青島一丁目にある、九州旅客鉄道（JR九州）日南線の駅である。

## 歴史
- 1963年（昭和38年）5月8日：国鉄日南線の駅として開設[1]。
- 1973年（昭和48年）5月12日：昭和天皇が第24回全国植樹祭出席のために来県。当駅発延岡駅着お召し列車が運転される[2]。
- 1987年（昭和62年）4月1日：国鉄分割民営化に伴い、九州旅客鉄道（JR九州）の駅となる[3]。
- 1992年（平成4年）12月1日：無人駅化。
- 2009年（平成21年）10月10日：駅舎内にコンシェルジェあおしまが入居。
- 2020年（令和2年）4月6日：外観を「海外のビーチハウス」風にリニューアル[4]。
- 2022年（令和4年）4月1日：宮崎支社発足、鹿児島支社から同支社へ移管[5]。
- 2025年（令和7年）度：ICカード「SUGOCA」が利用可能となる予定[6]。

## 駅構造
駅舎に接して単式ホーム1面1線と島式ホーム1面2線、計2面3線を有する列車交換・折返し可能な地上駅。両ホームは構内踏切で連絡している。宮崎市街地の南の端で、朝5時台と8時台に当駅始発の南宮崎・宮崎行きが設定されている。また宮崎発7時台と20時の列車に当駅止まりがある。
駅舎はコンクリート平屋建の無人駅。駅舎内にはNPO法人が運営する観光案内・レンタサイクル等を行っているコンシェルジェあおしまが入居していたが、2013年に閉鎖された。以前は、キヨスクがあった。一部列車に、当駅から名物のういろうを売る人が乗込む場合がある。

### のりば
| のりば | 路線    | 方向 | 行先             | 備考                        |
| ------ | ------- | ---- | ---------------- | --------------------------- |
| 1      | ■日南線 | 下り | 油津・志布志方面 |                             |
| 2･3    | ■日南線 | 上り | 南宮崎・宮崎方面 | 3番のりばは当駅始発列車のみ |

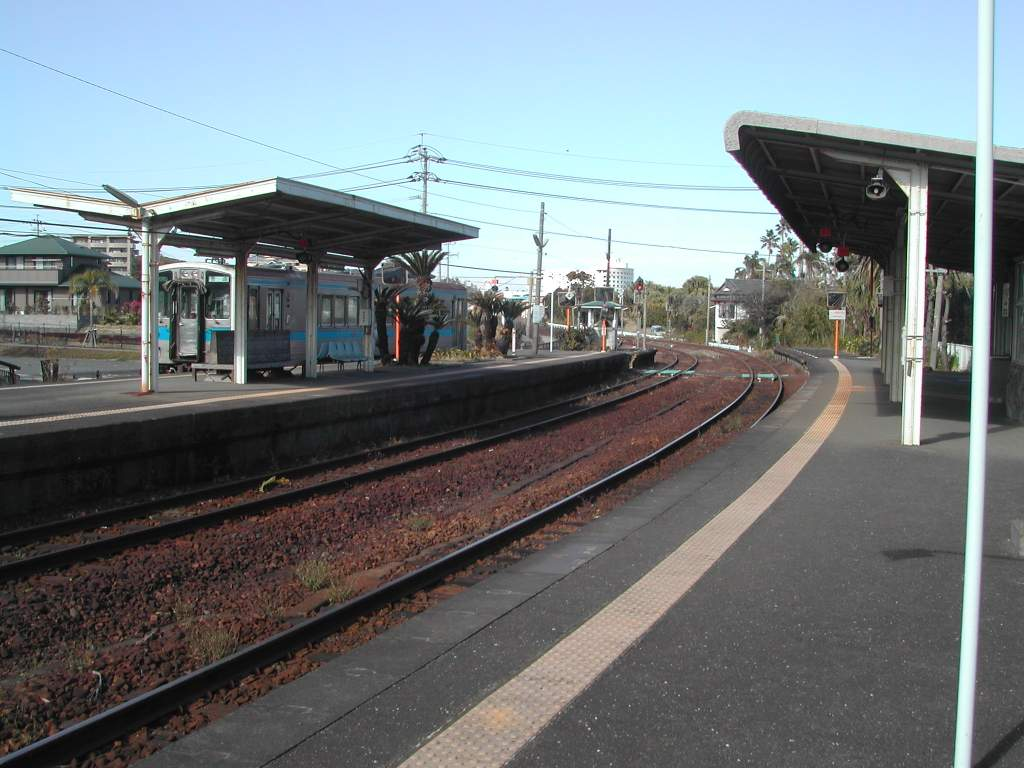
ホーム（2005年12月）
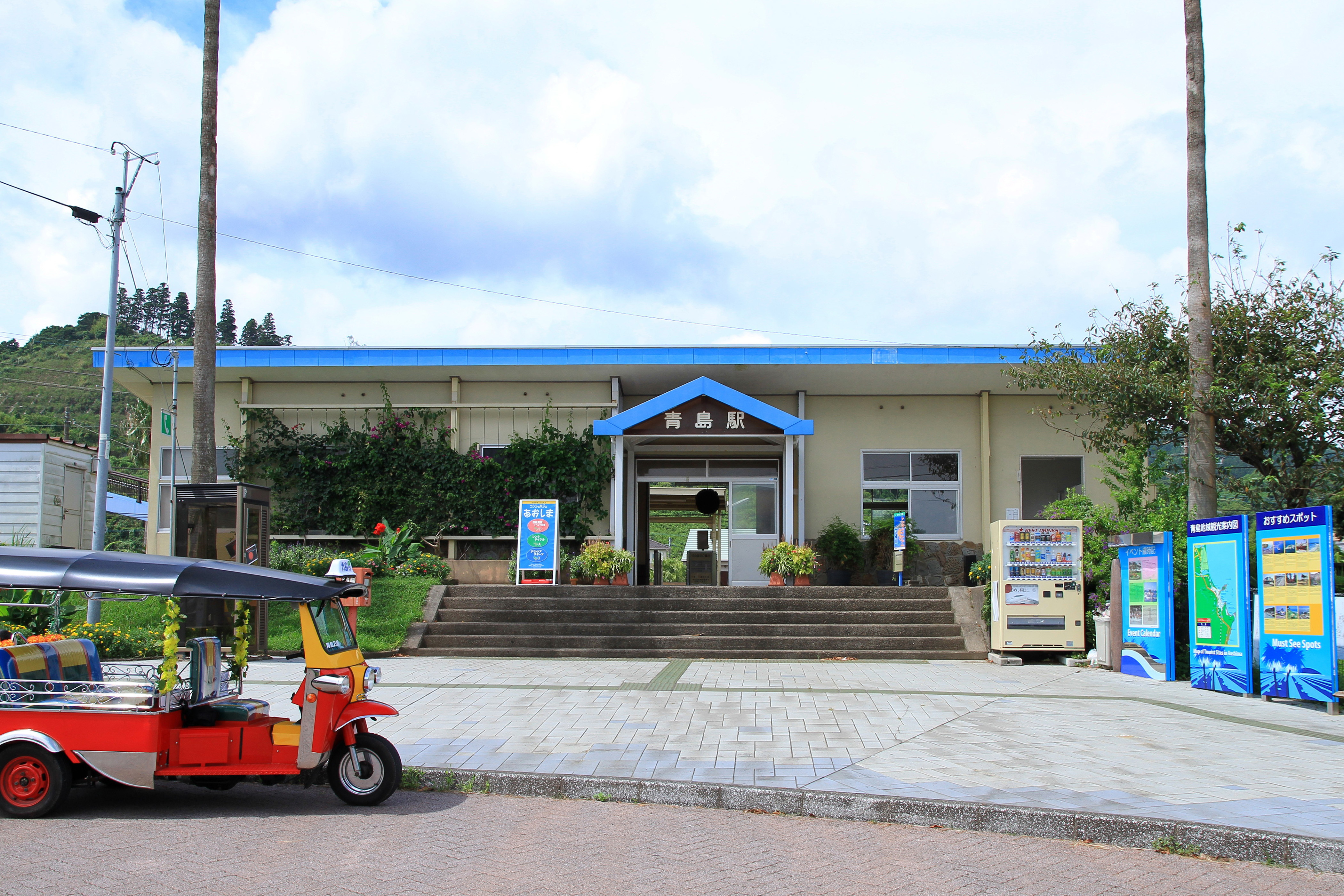
旧駅舎（2011年8月）

## 利用状況
2015年（平成27年）度の1日平均乗車人員は62人である。
近年の1日平均乗車人員の推移は以下の通り。
| 年度   | 1日平均 乗車人員 |
| ------ | ---------------- |
| 1996年 | 132              |
| 1997年 | 143              |
| 1998年 | 140              |
| 1999年 | 130              |
| 2000年 | 120              |
| 2001年 | 111              |
| 2002年 | 99               |
| 2003年 | 93               |
| 2004年 | 76               |
| 2005年 | 71               |
| 2006年 | 58               |
| 2007年 | 57               |
| 2008年 | 54               |
| 2009年 | 56               |
| 2010年 | 51               |
| 2011年 | 53               |
| 2012年 | 60               |
| 2013年 | 57               |
| 2014年 | 54               |
| 2015年 | 62               |

## 駅周辺
- 国道220号
- 青島（鬼の洗濯板）[1]
- 青島神社
- 青島温泉
  - 青島グランドホテル

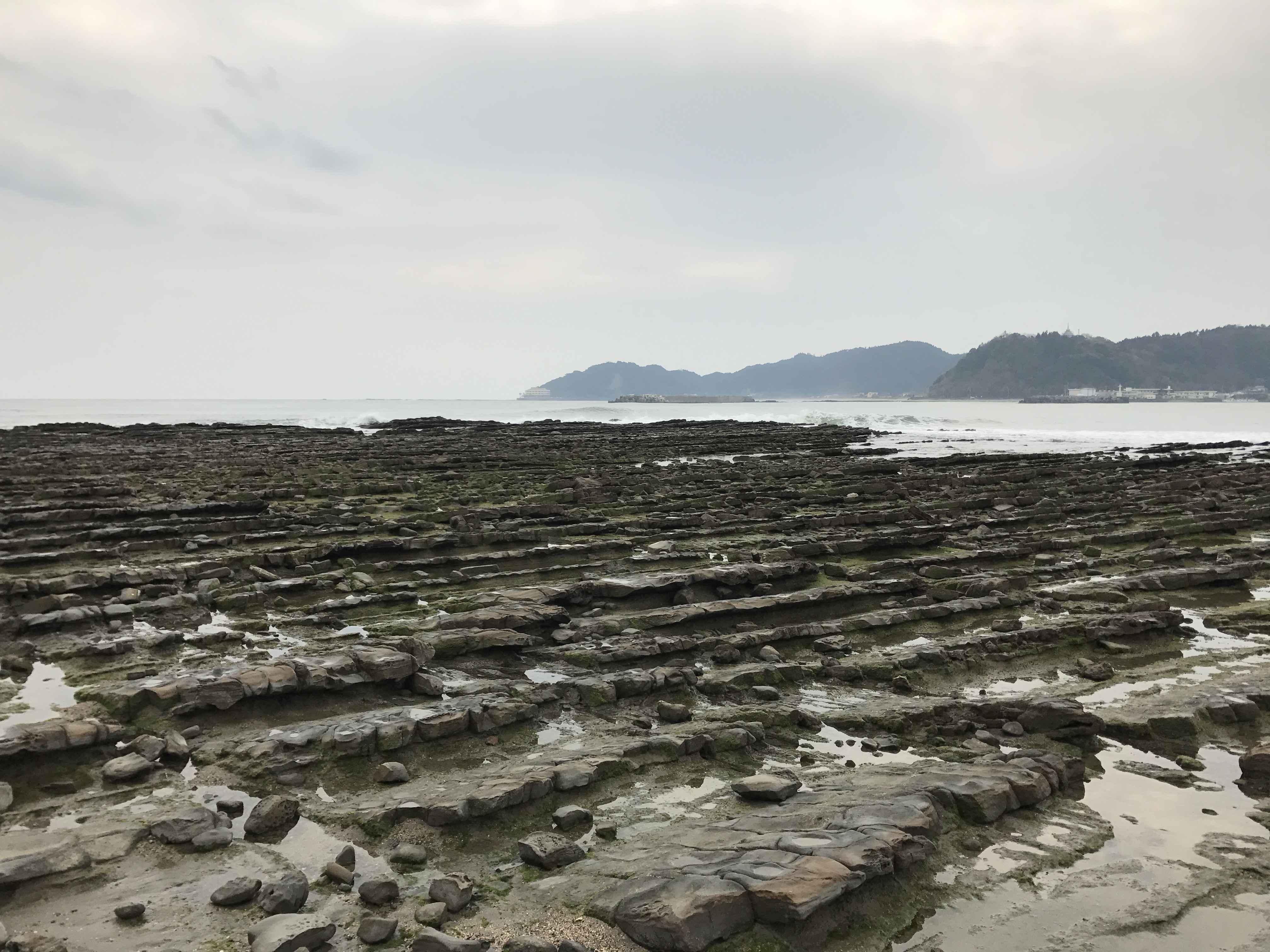
鬼の洗濯板

  - 青島フィッシャーマンズ ビーチサイドホテル&スパ（旧・青島観光ホテル跡地）
- 青島郵便局
- 宮崎市役所青島地域センター
- 宮交ボタニックガーデン（青島亜熱帯植物園）

## 隣の駅
九州旅客鉄道（JR九州）
■日南線
- 特急「海幸山幸」停車駅

■快速「日南マリーン号」
子供の国駅 - 青島駅  - 伊比井駅
■普通
子供の国駅 - 青島駅 - 折生迫駅